# Psychotria waiuensis
Psychotria waiuensis är en måreväxtart som beskrevs av Seymour Hans Sohmer. Psychotria waiuensis ingår i släktet Psychotria och familjen måreväxter. Inga underarter finns listade i Catalogue of Life.